# 山村良安
山村 良安（やまむら たかやす）は、江戸時代初期の交代寄合(旗本)。後に尾張藩の重臣(大年寄)。木曾代官・福島関所の関守。
文禄元年（1592年）、山村良勝の長男として下総国の網戸(阿知戸)で生まれた。
慶長13年（1608年）、父・良勝が隠居すると家督を継ぎ、江戸幕府の交代寄合(旗本)・木曾代官・福島関所の関守となる。
大坂冬の陣では徳川義直に従い、千村氏や家臣団の古畑・西尾・島崎・原・宮川・亀子・村井・遠山・沼田・武居・吉村・宮地・平野・上田・今井・野尻・向井らで天王寺口を守備した。
慶長15年（1610年）妻籠宿で六斎市（各月3日、8日、13日、18日、23日、28日）を立てることを許可する。
元和元年（1615年）、木曾が尾張藩の所領に移管されると徳川義直に仕え、大年寄になるとともに木曾代官に任じられた任じられた。
元和4年（1618年）江戸にて出仕中に死去。享年27。
江戸白金の西照寺に葬られた。後年、西照寺の火災により墓所が不明となり、仮石碑・位牌は興禅寺に安置された。
家督は再び父・良勝が継ぎ、義直に再出仕した上で、弟の山村良豊が家督を継いだ。